# Piet Van den Broek
Piet Van den Broek (Chaam, 6 maart 1916 - Mechelen, 26 oktober 2008) was stadsbeiaardier van Mechelen.
De enige Nederlander die zich ooit Mechels stadsbeiaardier mocht noemen. Van den Broek vertrok op 18-jarige leeftijd naar Mechelen om er les te volgen aan het Lemmensinstituut.
Nadat hij in 1938 afstudeerde, gaf hij les, om in 1945 ook de vierjarige opleiding aan de Koninklijke Beiaardschool succesvol te voltooien. Na de dood van Staf Nees in 1965 wordt Van den Broek benoemd tot nieuwe stadsbeiaardier en directeur van de beiaardschool. In 1938 was hij ook al aangesteld als hulp-organist aan de Sint-Romboutskathedraal.
In datzelfde jaar trad hij eveneens in de voetstappen van Staf Nees door directeur van de Koninklijke Beiaardschool te worden en de taak van koorleider op zich te nemen bij de plaatselijke kunstkring Edgar Tinel. 
Op 31 maart 1981 ging hij op pensioen als beiaardier en directeur van de beiaardschool.
Piet van den Broek overleed op 92-jarige leeftijd op 26 oktober 2008 in Mechelen.
- Bibliothèque nationale de France: cb13842393x (data)
- Catàleg d'autoritats de noms i títols de Catalunya: 981058515445106706
- International Standard Name Identifier: 0000 0004 2008 2840
- MusicBrainz: 2fa23d32-609b-4d8b-a6f7-cc45af510703
- Nationale Bibliotheek van Polen: a0000003063082
- Virtual International Authority File: 305311500